# تيتوشكي
تيتوشكي (بالإنجليزية: Titushky)‏ هم مرتزقة أوكرانيون مدعمون من قبل الشرطة الأوكرانية غالبا ما يتظاهرون لاثارة الشغب في الشوارع والقيام بأعمال غير مشروعة. اتهمت المعارضة الأوكرانية الحكومة بدعم التيتوشكي ماليًا.